# Anatosuchus minor
Anatosuchus minor è un rettile estinto affine ai coccodrilli. Visse nel Cretaceo inferiore (Aptiano - Albiano, circa 115 - 110 milioni di anni fa) e i suoi resti fossili sono stati ritrovati in Niger. 

## Descrizione
Questo animale possedeva un aspetto bizzarro, soprattutto per un coccodrillo. Doveva essere lungo circa 70 centimetri, e li cranio non doveva oltrepassare di molto i 12 centimetri. Proprio il cranio era la caratteristica più unsolita di Anatosuchus: il muso era molto corto e largo, e sostanzialmente la parte anteriore del cranio (di fronte alle orbite) era ampia quanto lunga. Le ossa mascellari erano insolitamente allargate, e insieme alle premascelle formavano una sorta di spatola larga simile al becco di un'anatra. I denti lungo la mascella erano allungati e aguzzi. Il corpo era snello e probabilmente le zampe erano piuttosto allungate.

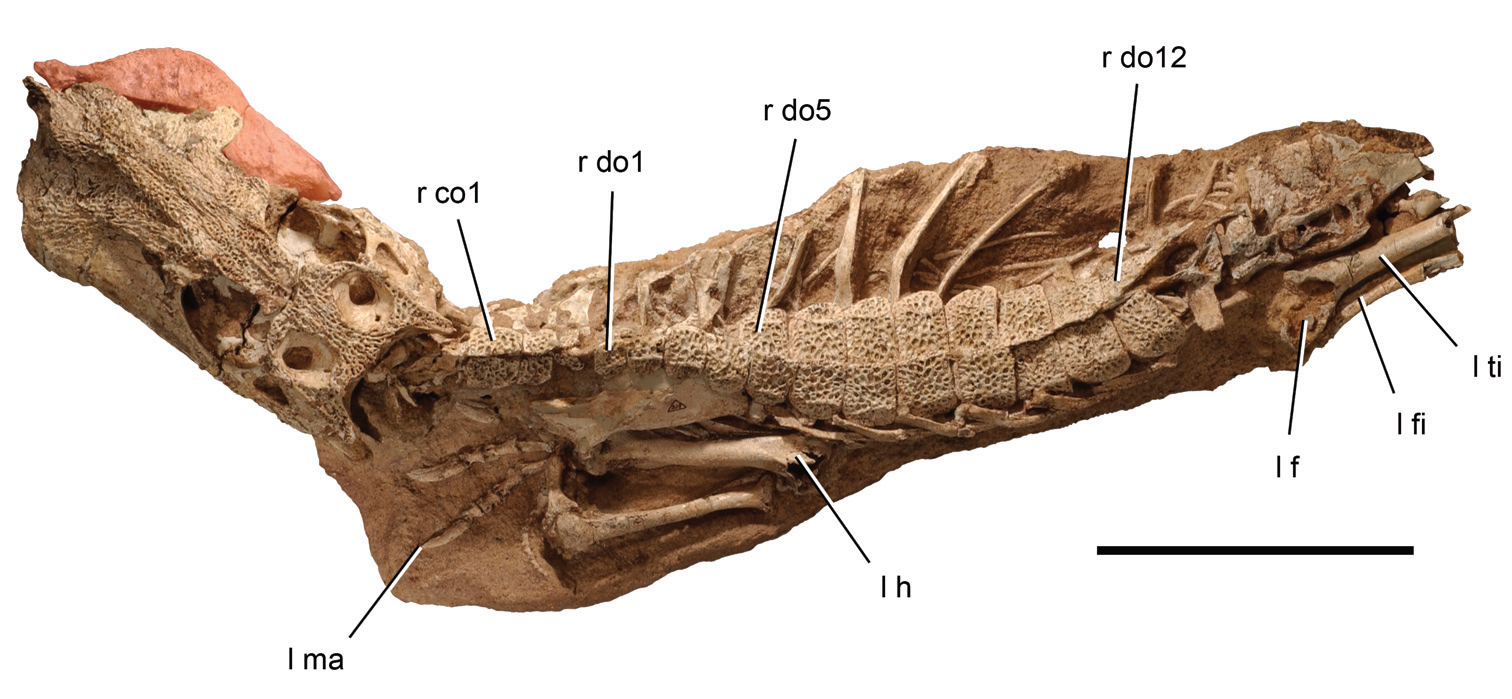
Fossile di Anatosuchus minor

## Classificazione
Anatosuchus minor venne descritto per la prima volta nel 2003, sulla base di fossili ritrovati nella formazione Elrhaz, risalente alla parte finale del Cretaceo inferiore, in Niger. Inizialmente avvicinato a Comahuesuchus (un altro genere di crocodilomorfi di piccole dimensioni del Cretaceo), Anatosuchus è stato in seguito attribuito al clade Uruguaysuchidae, sempre nel clade Notosuchia.

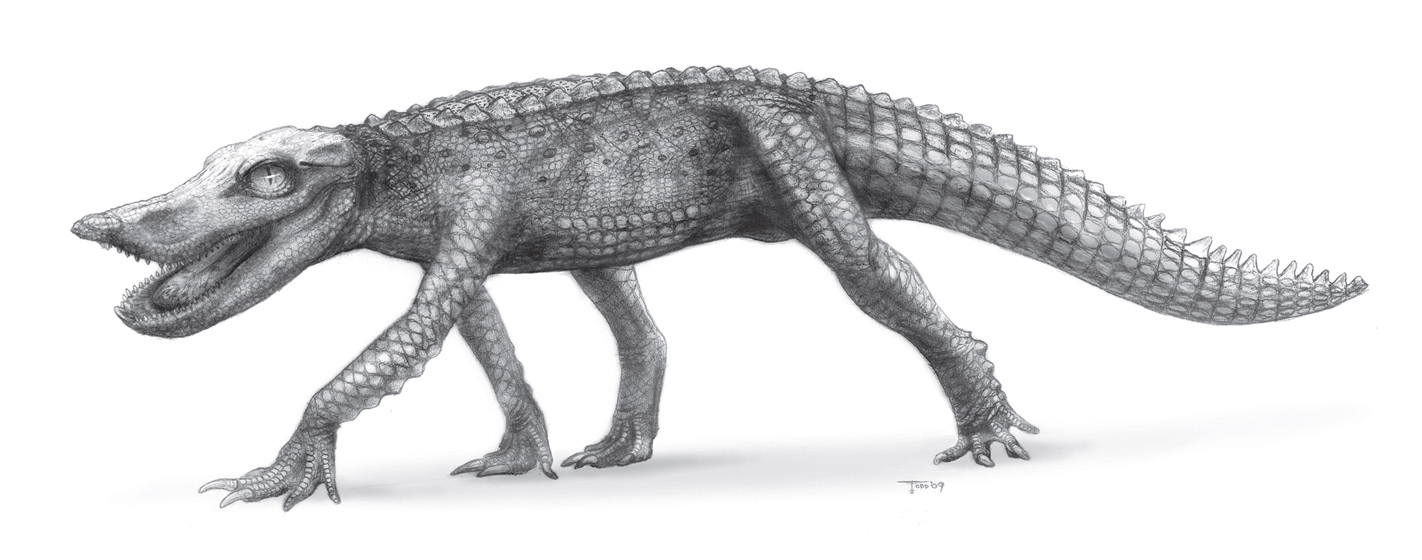
Ricostruzione di Anatosuchus

## Paleobiologia
Si suppone che Anatosuchus potesse essere un piccolo predatore semiacquatico, che catturava le prede con il suo muso largo simile a un becco.